# Motta Montecorvino
Motta Montecorvino (A Mòtte in dialetto locale) è un comune italiano di 597 abitanti della provincia di Foggia in Puglia.

## Geografia fisica
Motta Montecorvino è situata nei monti della Daunia sulla sommità di una collina a 662 m sul livello del mare, di fronte al monte Sambuco.

## Storia
Il paese è sorto dalle ceneri dell'abitato di Montecorvino, caduto in rovina nel XIV secolo e abbandonato dagli abitanti attorno al 1375, che si dispersero sulle colline circostanti, fondando gli abitati di Volturino, Pietramontecorvino e Motta. La parola Motta potrebbe significare "roccia o scoscendimenti del terreno".
Motta divenne presto università, ossia centro abitato a sé stante e venne circondato da mura. Il violento terremoto del 1627 causò numerosi danni alle costruzioni. Dopo circa un trentennio la peste bubbonica provocò la morte dei due terzi della popolazione. Le epidemie si susseguirono fino al tardo Ottocento: l'abitato fu infatti colpito dal colera nel 1865 e dalla difterite nel 1880.
Nel corso dell'Ottocento, diversi mottesi si unirono alle bande di briganti che imperversavano nelle aree collinari dell'Italia meridionale. Ciò preservò il paese dai saccheggi e dalle spoliazioni che interessarono alcuni dei centri vicini.
Dal primo al 3 ottobre 1943, il paese fu teatro del primo scontro con i tedeschi da parte delle truppe canadesi sbarcate in Italia e facenti parte dell'VIII armata comandata dal generale Bernard Law Montgomery.

### Simboli
Lo stemma e il gonfalone del comune di Motta Montecorvino sono stati concessi con decreto del presidente della Repubblica del 14 febbraio 1970.
Nello stemma adottato con deliberazione del consiglio
comunale, è raffigurato san Giovanni Battista, in campo azzurro, vestito di bianco, che impugna un aspersorio gigliato e una croce, appoggiato a una roccia.
Il gonfalone è un drappo di azzurro.

## Monumenti e luoghi d'interesse
Il centro storico conserva in parte l'aspetto medioevale: la chiesa arcipretale di San Giovanni Battista è del XV secolo e si caratterizza per il campanile gotico del 1447, probabile trasformazione di una delle torri dell'originaria cinta muraria. Durante la seconda guerra mondiale il campanile venne utilizzato come fortezza dai militari dell'esercito tedesco.
Degna di nota è anche la quercia secolare di san Luca.
Inoltre, sul suolo comunale, si trova il Centro trasmittente di Monte Sambuco, una delle più importanti postazioni RAI per la trasmissione radiotelevisiva, il quale è protetto militarmente.

## Società

### Evoluzione demografica
Abitanti censiti

## Amministrazione
Di seguito è presentata una tabella relativa alle amministrazioni che si sono succedute in questo comune.
| Periodo         | Periodo         | Primo cittadino             | Partito                     | Carica      | Note  |
| --------------- | --------------- | --------------------------- | --------------------------- | ----------- | ----- |
| 26 maggio 1987  | 29 maggio 1990  | Giuseppe Antonio Piccirilli | Democrazia Cristiana        | Sindaco     | [ 7 ] |
| 29 maggio 1990  | 26 gennaio 1994 | Giuseppe Antonio Pepe       | Partito Socialista Italiano | Sindaco     | [ 7 ] |
| 26 gennaio 1994 | 13 giugno 1994  | Ernesto Liguori             |                             | Comm. pref. | [ 7 ] |
| 28 giugno 1994  | 25 maggio 1998  | Domenico Antonio Iavagnilio | Partito Popolare Italiano   | Sindaco     | [ 7 ] |
| 25 maggio 1998  | 28 maggio 2002  | Domenico Antonio Iavagnilio | lista civica                | Sindaco     | [ 7 ] |
| 28 maggio 2002  | 29 maggio 2007  | Pietro Calabrese            | centro-destra               | Sindaco     | [ 7 ] |
| 29 maggio 2007  | 7 maggio 2012   | Pietro Calabrese            | lista civica                | Sindaco     | [ 7 ] |
| 7 maggio 2012   | 11 giugno 2017  | Domenico Iavagnilio         | lista civica                | Sindaco     | [ 7 ] |
| 11 giugno 2017  | 12 giugno 2022  | Domenico Iavagnilio         | lista civica                | Sindaco     | [ 7 ] |
| 12 giugno 2022  | in carica       | Domenico Iavagnilio         | lista civica                | Sindaco     | [ 7 ] |